# Rubus odoratus
Espèce
Classification phylogénétique
La ronce odorante (Rubus odoratus) est une espèce de plantes à fleurs de la famille des Rosacées et du genre Rubus. Elle fleurit en Mai-Juin et produit ses fruits en juillet et août. Le fruit a la forme d'une grosse framboise plate, avec beaucoup de pépins, rugueuse au toucher.

## Description

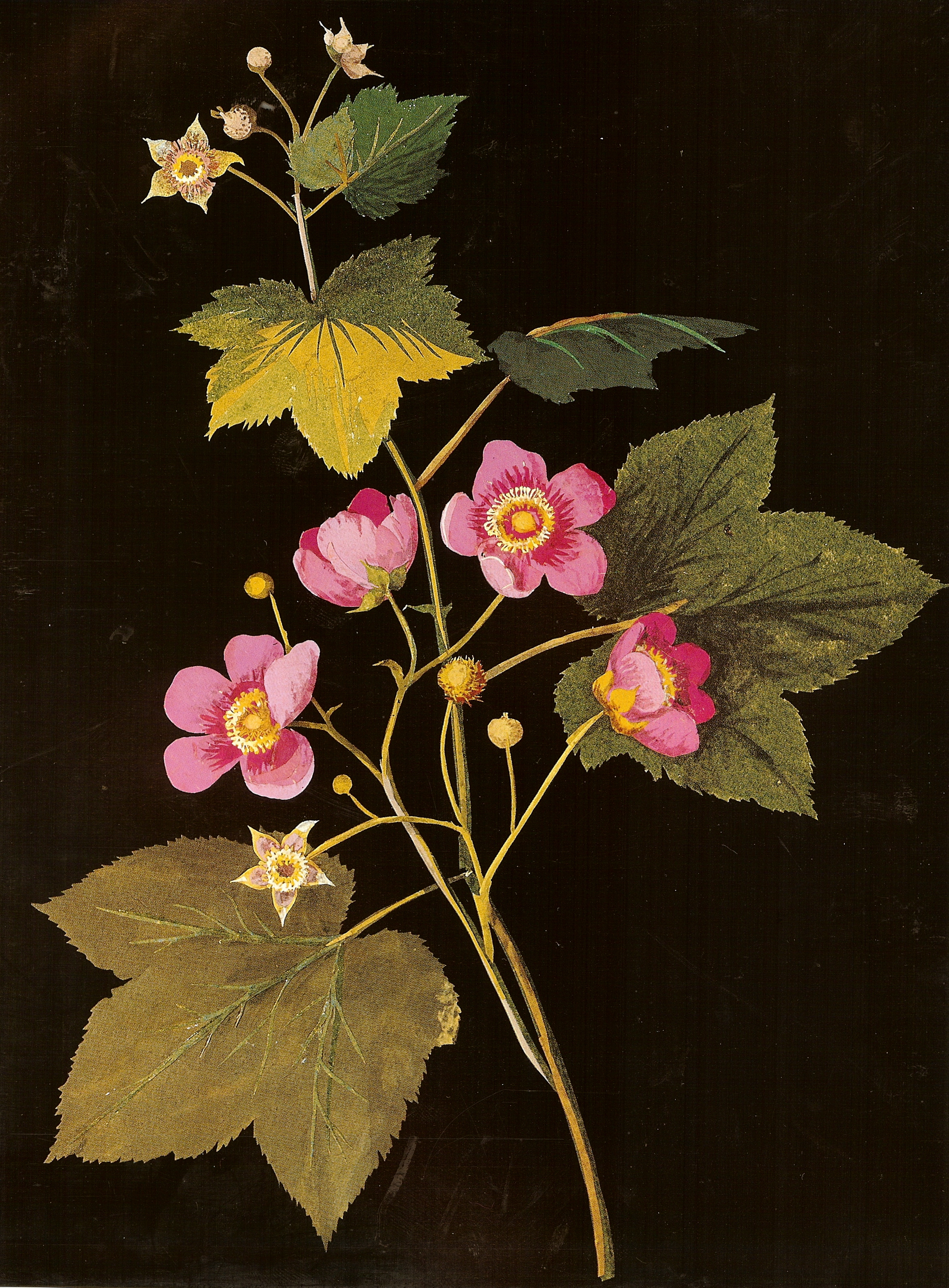
Rubus odoratus L., collage papier botanique, par Mary Delany (1700-1788).

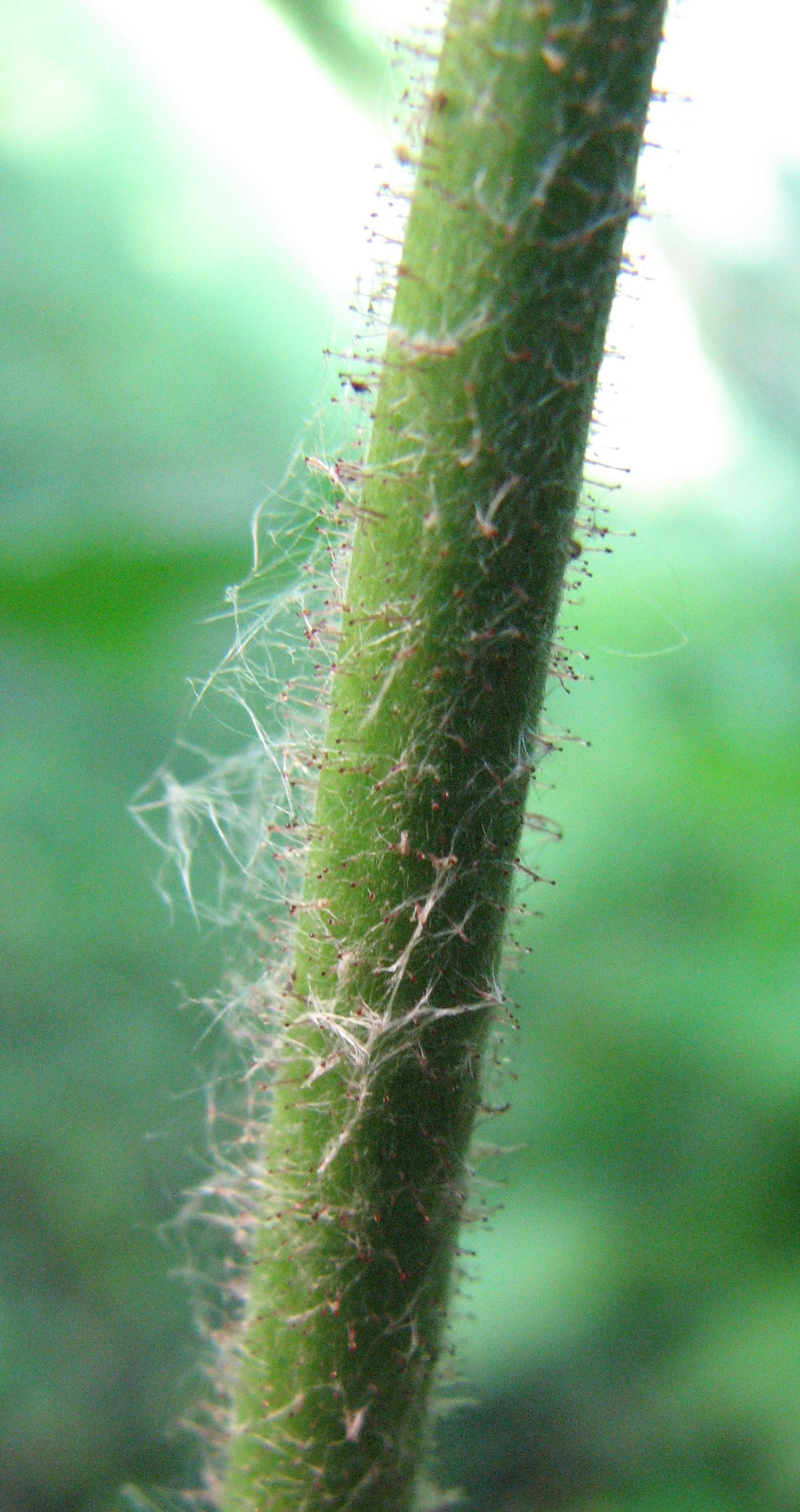
Détail de la tige.

Rubus odoratus peut atteindre trois mètres de haut, ses turions sont poilus et dépourvus d'épines. Il comporte des feuilles simples de dix à trente centimètres de large, recouverts de fins poils courts sur leur partie inférieure.
Les fleurs d'un diamètre de trois à cinq centimètres, sont roses à presque rouge. l'inflorescence de cette ronce est une grappe. La floraison dégage un parfum doux et sucré en mai-juin. Les fruits, de grosses framboises plates et rugueuses avec beaucoup de pépins, sont fragiles et s'émiettent fréquemment à la cueillette. Leur goût est très apprécié en confiture.

## Habitat
On rencontre cette ronce dans les Landes, près des marais et des tourbières.

## Répartition
Il vit naturellement en Amérique du Nord, notamment au Canada.
Ce framboisier a été introduit en Europe en 1770.

## Usages
Selon les ethnobotanistes Jacques Rousseau, alors directeur du jardin botanique de Montréal, et Raymon Marcel du jardin botanique de Montréal (1945), chez les amérindiens du nord-est, les feuilles de la ronce odorante étaient « placées, comme protection, au fond des chaussures » (mocassins).